# Haus Oestraße 48

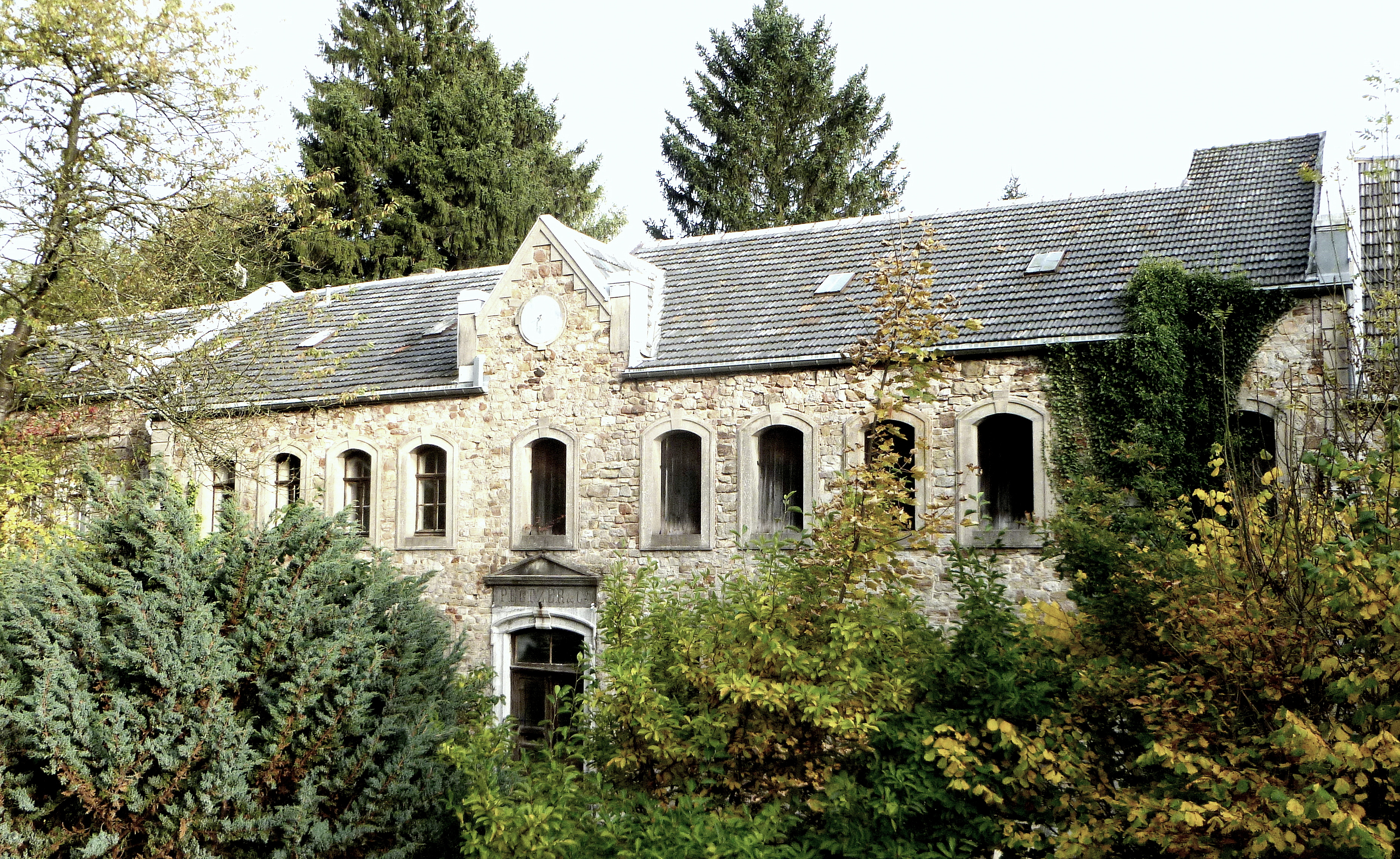
Ansicht des Hauses Oestraße 48

Das Haus Oestraße 48 ist eine ehemalige Färberei in der belgischen Stadt Eupen. Das Fabrikgebäude mit Wohnung wurde um 1745 im Barockstil nach Plänen des Architekten Johann Conrad Schlaun für seinen Schwager Rehrmann erbaut und ist seit dem 5. April 2000 als Kulturdenkmal geschützt.
Das Bauwerk steht heute leer.

## Geschichte
Der Tuchfabrikant Martin Rehrmann junior (1714–1785) ließ um 1749 nach Plänen seines Schwagers Schlaun (1695–1773) das Färbereigebäude an der Weser errichten. Der Architekt gilt als der letzte bedeutende Meister des deutschen Barock, der zu gleicher Zeit die Clemenskirche in Münster erbaute. Ihm werden auch unsignierte und undatierte Pläne zugeschrieben, die ein Umbauprojekt des Hauses Rehrmann seines Schwiegervaters Martin Rehrmann senior († 1746) zeigen. Die Inschrift über dem Mitteleingang weist auf die Firma Peltzer & Co. als späteren Eigentümer hin.

## Lage
Das Gebäude liegt an einem Mühlkanal, der von der Weser abzweigt und für die Färberei das benötigte Wasser lieferte. Später entstanden unterhalb des Zusammenflusses von Weser und Hill weitere Industriebetriebe.

## Beschreibung
Baumaterial des großen, zweigeschossigen Bauwerks ist Sandsteinbruch. Die Mittelachse ist breiter und wird durch einen dreieckigen Zwerchgiebel mit Uhr abgeschlossen. Die darunter liegende Tür hat einen fein profilierten Rahmen aus Blaustein, dieser ist leicht geohrt. Die Inschrift und der flache Dreiecksgiebel aus Zementstein stammen aus dem 20. Jahrhundert. Die Fenster haben einen stichbogigen Sturz mit trapezförmigen Keilstein. Die Fenster im Haupthaus haben eine Betonumrahmung, die der Seitentrakte eine leicht profilierte aus Blaustein. Das Haupthaus, dessen Obergeschoss Anfang des 20. Jahrhunderts aufgestockt wurde, liegt zwischen zwei Achsen mit Eingängen als Rücksprung, die jeweils durch einen fünfachsigen Seitentrakt verlängert werden. Die Abschnitte sind jeweils durch Eckquader in gerader Folge ohne Zahnschnitt gegliedert. Eine rundbogige Wageneinfahrt mit Keilstein ist zugemauert. Das Satteldach mit Aufschieblingen und Klötzen rechts ist mit Falzziegeln eingedeckt. Die Seitenflügel zeigen zur Straße hin fensterlose Giebelwände mit Krüppelwalm.
Neben den Fassaden und Dächern steht ein Eckraum mit Kreuzrippengewölbe aus Ziegelsteinen auf einem massiven zentralen Pfeiler, die Pflasterung des Hofes und die Einfriedungsmauer auf der Liste der schützenswerten Bauteile. Der Hofeingang wird von zwei hohen quadratischen Blausteinpfeilern mit Vasen flankiert, auch die kleineren Pfeiler die den Holzzaun tragen sind sorgfältig gearbeitet. Die Pfeiler sind profiliert und strukturiert. Südlich des Westflügels zwei weitere große Pfeiler.
Es wird in der Datenbank geschützter Objekte als „befestigtes Wohnhaus“ beschrieben.

Details (Oktober 2018)
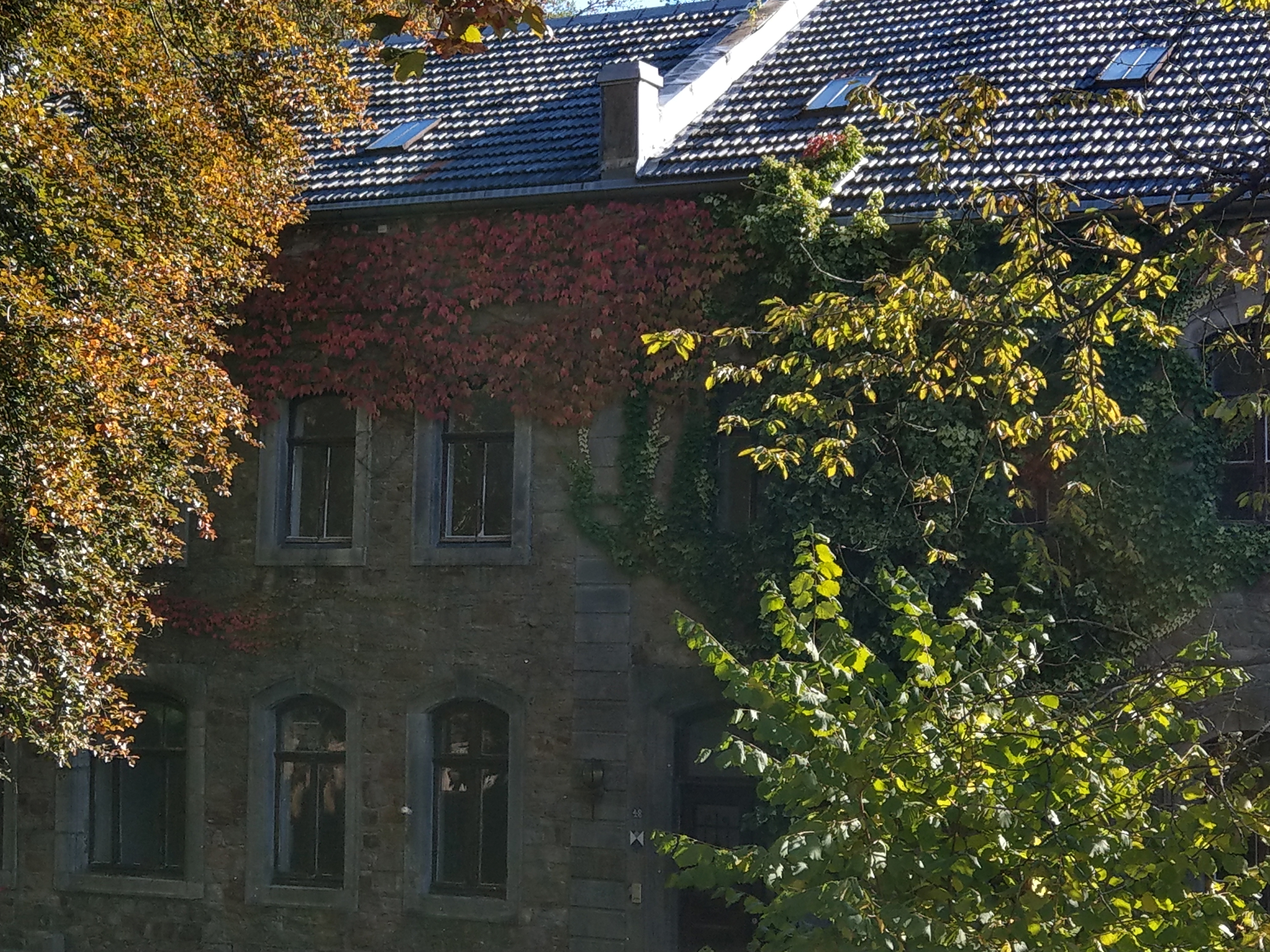
Teilansicht
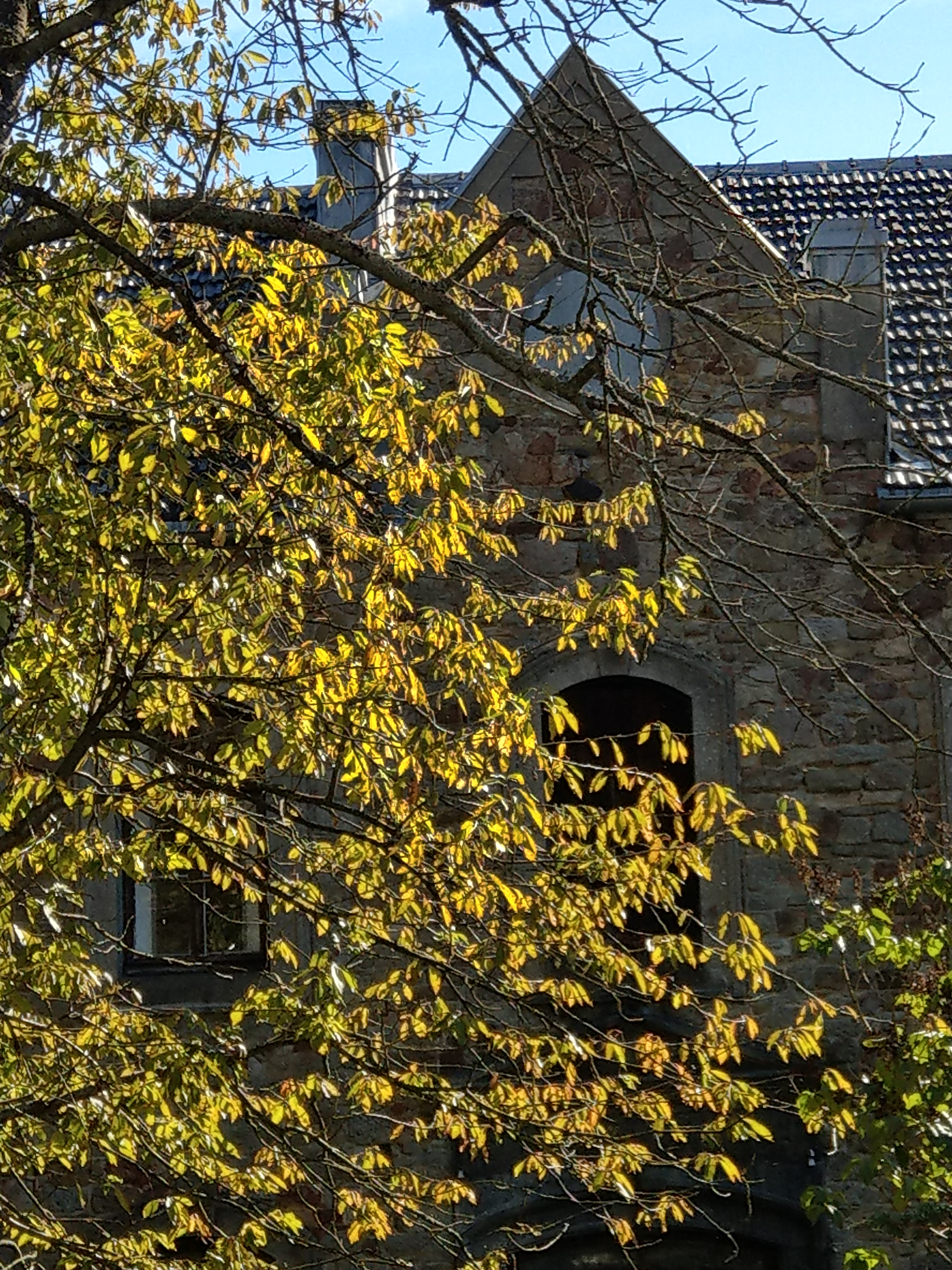
Zwerchgiebel
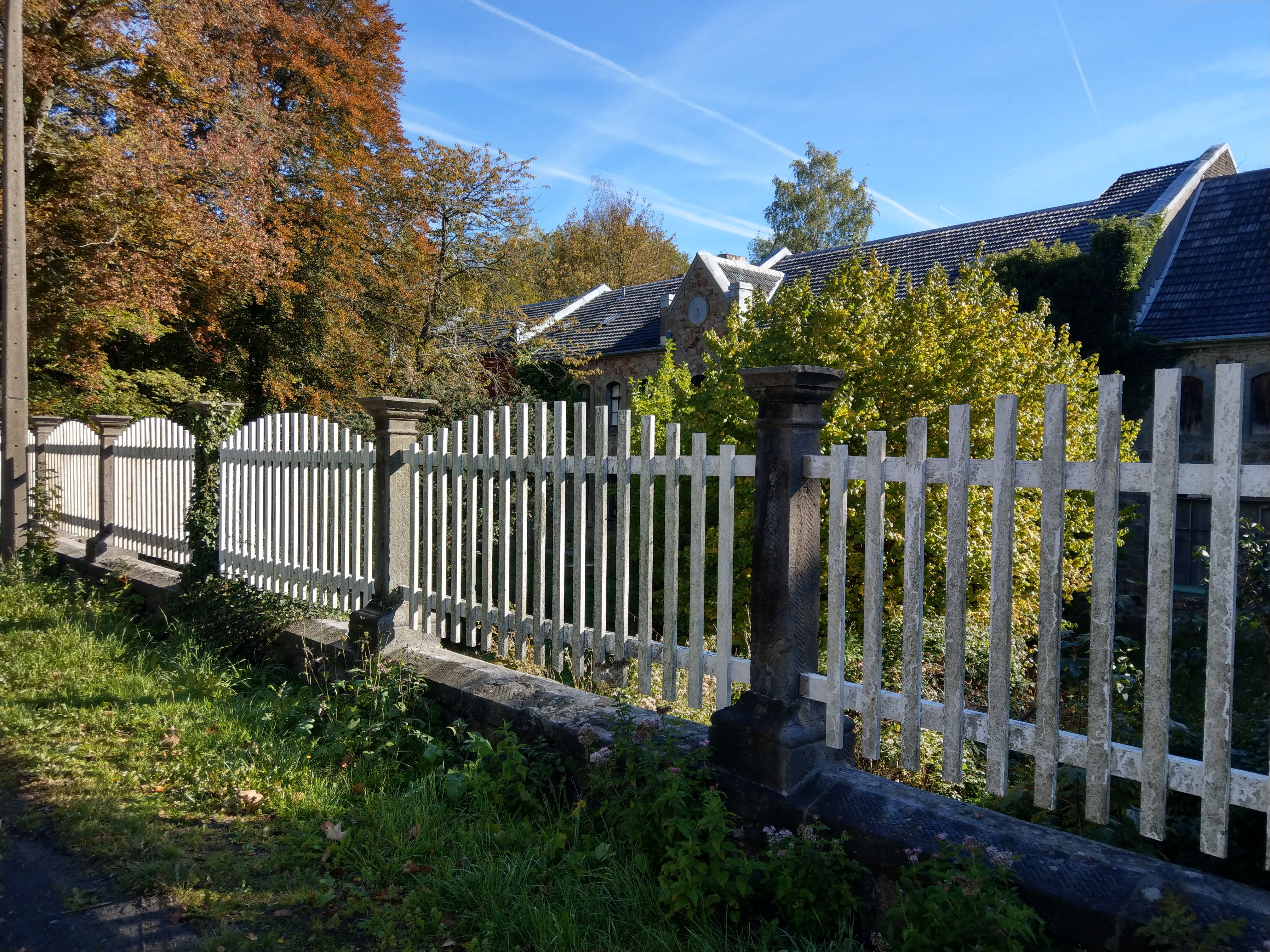
Zaun zur Straße